# Ami Assaf

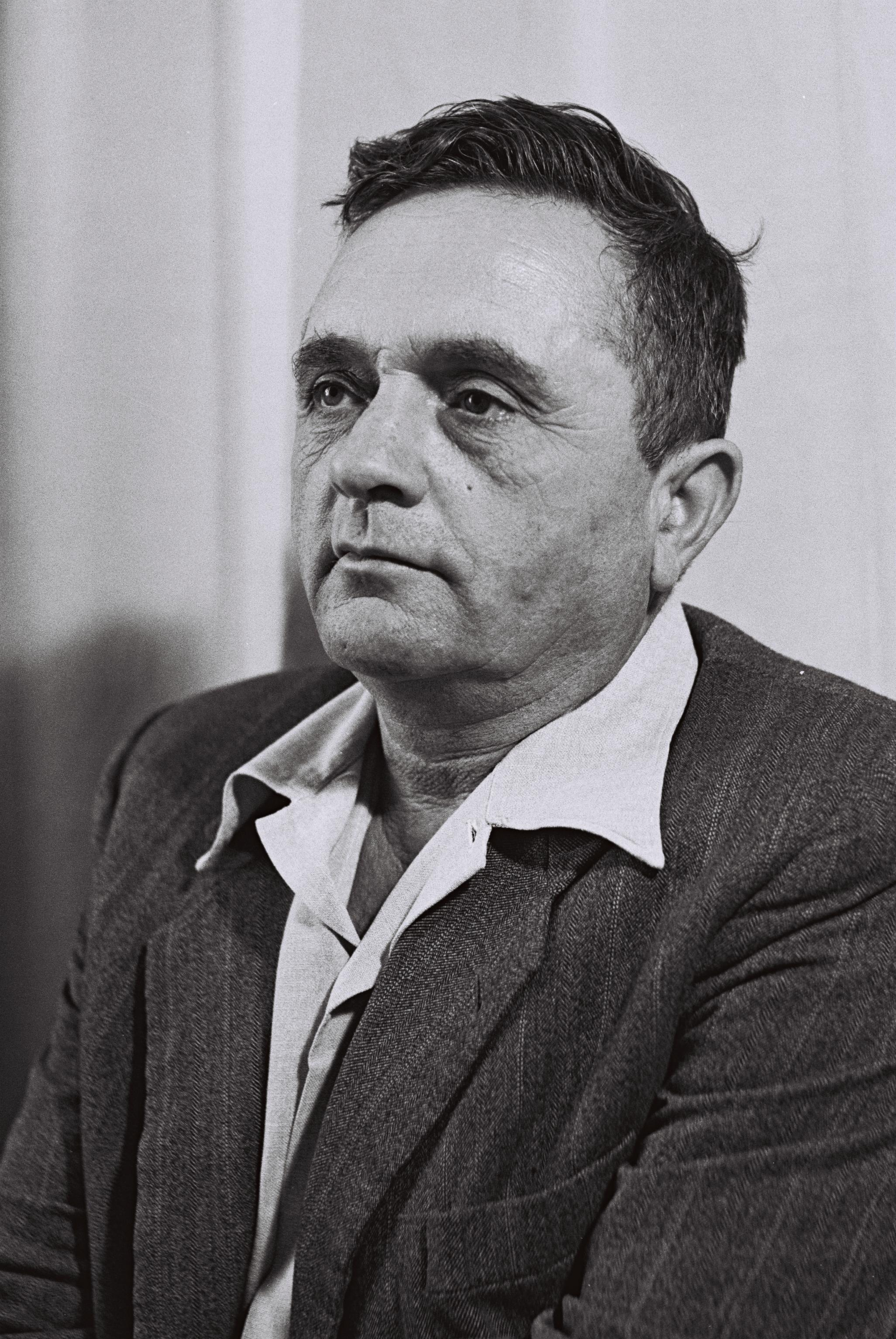
Ami Assaf (1959)

Ami Assaf (Geburtsname: Ami Vilkovitz; hebräisch עמי אסף‎; * 22. Juli 1903 in Rosch Pina, Galiläa; † 17. Mai 1963 in Petach Tikwa) war ein israelischer Politiker, der 1949 als Abgeordneter in die erste Knesset gewählt wurde und dieser bis zu seinem Tod angehörte.

## Leben
Assaf besuchte nach der Grundschule in Rosch Pina das Hebräische Herzlia-Gymnasium in Tel Aviv-Jaffa und war danach in der Landwirtschaft beschäftigt. Er gehörte zu den Gründern der Ortschaft Kfar Yashoua und wurde 1936 zum Sekretär der Moschaw-Bewegung ernannt, einer genossenschaftlich organisierten Siedlerbewegung im Völkerbundsmandatsgebiet Palästina. Darüber hinaus war er Mitglied des Zentralkomitees der Arbeiterpartei (Mapai).
Nach der Gründung des Staates Israel wurde Assaf am 14. Februar 1949 erstmals zum Abgeordneten in die Knesset gewählt und gehörte dieser bis zu seinem Tod am 17. Mai 1963 an. Während seiner Parlamentszugehörigkeit war er Mitglied verschiedener Knesset-Ausschüsse.
Zuletzt war er von November 1959 bis zu seinem Tod Vizeminister für Bildung und Kultur im Kabinett von Ministerpräsident David Ben-Gurion.